# Statistički pristup
Statistički pristup je jedan od oblika znanstvenog pristupa mjerenim ili opaženim podacima. Statistički pristup zahtijeva formalno poznavanje glavnih statističkih postupaka i poznavanje njihovih granica, kvalitetno iskustvo u znanstvenom istraživanju i oprez prilikom interpretacije dobivenih rezultata.
U psihologiji je za razliku od kliničke metode, statistički pristup takav kojim se uz pomoć odgovarajućih psihologijski metoda i odgovarajućih statističkih postupaka utvrđuju zajedničke i opće značajke uže ili šire skupine individuuma.